# Ernst Piller
Ernst Piller (* 25. Oktober 1939 in Draßburg) ist ein ehemaliger österreichischer Politiker (SPÖ) und Gewerkschaftssekretär. Piller war Abgeordneter zum Burgenländischen Landtag und von 1989 bis 1994 Abgeordneter zum Österreichischen Nationalrat.
Piller besuchte die Pflichtschule und absolvierte eine kaufmännische Lehre bei der Burgenländischen Konsumgenossenschaft. Er war in der Folge als Verkäufer in der Konsumgenossenschaft im Burgenland beschäftigt und wurde 1958 Gewerkschaftssekretär des ÖGB in der  Landesexekutive Burgenland, woraufhin er von 1961 bis 1962 die Sozialakademie der Kammer für Arbeiter und Angestellte für Wien besuchte. 
Im politischen Bereich engagierte sich Piller zunächst von 1969 bis 1973 Kammerrat der Kammer für Arbeiter und Angestellte für das Burgenland und war von 1973 bis 1983 dessen Vizepräsident. 1983 übernahm er das Amt des Präsidenten der Kammer für Arbeiter und Angestellte für das Burgenland. Zudem vertrat Piller die SPÖ von 1977 bis 1987 im Gemeinderat von Eisenstadt, war von 1982 bis 1989 Landtagsabgeordneter und vom 13. Jänner 1989 bis zum 6. November 1994 im Nationalrat.